# Sfigato
Sfigato è un album del 2004 di Leone Di Lernia.

## Tracce
1. Friec o Non Friec – 3:14
2. Sfigato Remix – 3:37
3. Giù Dalla Montagna – 3:10
4. L'elettrauto – 5:13
5. La mia storia – 3:32
6. Nenna Rossa – 4:03
7. La vita è bella – 3:08
8. Caga conmigo – 3:20
9. Pepata di cozze – 3:10
10. La macchina graffiata – 3:24
11. Bill Lader – 5:53
12. Canale 2 – 3:13
13. Pulisci – 4:00
14. L'africano – 3:42
15. La mucca Carolina – 5:21
16. Che bello Natale! – 2:55